# Sywell
Sywell – wieś w Anglii, w hrabstwie Northamptonshire, w dystrykcie (unitary authority) North Northamptonshire. Leży 11 km na północny wschód od miasta Northampton i 99 km na północny zachód od Londynu. Miejscowość liczy 811 mieszkańców.